# Winter-Universiade 2017/Ski Alpin
Bei der Winter-Universiade 2017 wurden neun Wettkämpfe im Ski Alpin ausgetragen.

## Bilanz

### Medaillenspiegel
| Platz  | Land        | Gold | Silber | Bronze | Gesamt |
| ------ | ----------- | ---- | ------ | ------ | ------ |
| 1      | Russland    | 2    | 1      | 2      | 5      |
| 2      | Italien     | 2    | –      | –      | 2      |
| 3      | Belarus     | 1    | 1      | 1      | 3      |
| 4      | Österreich  | 1    | 2      | 1      | 4      |
| 5      | Japan       | 1    | –      | 1      | 2      |
| 6      | Lettland    | 1    | –      | –      | 1      |
| 6      | Tschechien  | 1    | –      | –      | 1      |
| 8      | Schweiz     | –    | 1      | 1      | 2      |
| 9      | Deutschland | –    | 1      | –      | 1      |
| 9      | Finnland    | –    | 1      | –      | 1      |
| 9      | Niederlande | –    | 1      | –      | 1      |
| 9      | Slowenien   | –    | 1      | –      | 1      |
| 13     | Slowakei    | –    | –      | 2      | 2      |
| 14     | Schweden    | –    | –      | 1      | 1      |
| Gesamt | Gesamt      | 9    | 9      | 9      | 27     |

### Medaillengewinner

#### Männer
| Disziplin          | Gold                 | Silber               | Bronze         |
| ------------------ | -------------------- | -------------------- | -------------- |
| Alpine Kombination | Kristaps Zvejnieks   | Maarten Meiners      | Matej Falat    |
| Riesenslalom       | Giulio Bosca         | Joel Müller          | Cédric Noger   |
| Slalom             | Richard Leitgeb      | Bernhard Binderitsch | Tobias Kogler  |
| Super-G            | Michelangelo Tentori | Jewgeni Pyasik       | Semjon Jefimow |

#### Frauen
| Disziplin          | Gold                   | Silber           | Bronze            |
| ------------------ | ---------------------- | ---------------- | ----------------- |
| Alpine Kombination | Anastassija Silantjewa | Maryja Schkanawa | Barbara Kantorová |
| Riesenslalom       | Asa Andō               | Desiree Ajlec    | Maryja Schkanawa  |
| Slalom             | Maryja Schkanawa       | Monica Hübner    | Louise Jansson    |
| Super-G            | Jelena Jakowischina    | Nea Luukko       | Asa Andō          |

#### Mixed
| Disziplin      | Gold                                                               | Silber                                                              | Bronze                                                                               |
| -------------- | ------------------------------------------------------------------ | ------------------------------------------------------------------- | ------------------------------------------------------------------------------------ |
| Teamwettbewerb | TschechienAdam Zika Daniel Paulus Martina Dubovská Tereza Kmochová | ÖsterreichRichard Leitgeb Tobias Kogler Denise Widner Rebecca Fiegl | RusslandAlexander Andrijenko Jewgeni Pyasik Anastassija Silantjewa Julija Pleschkowa |